# Antonio Ruggeri

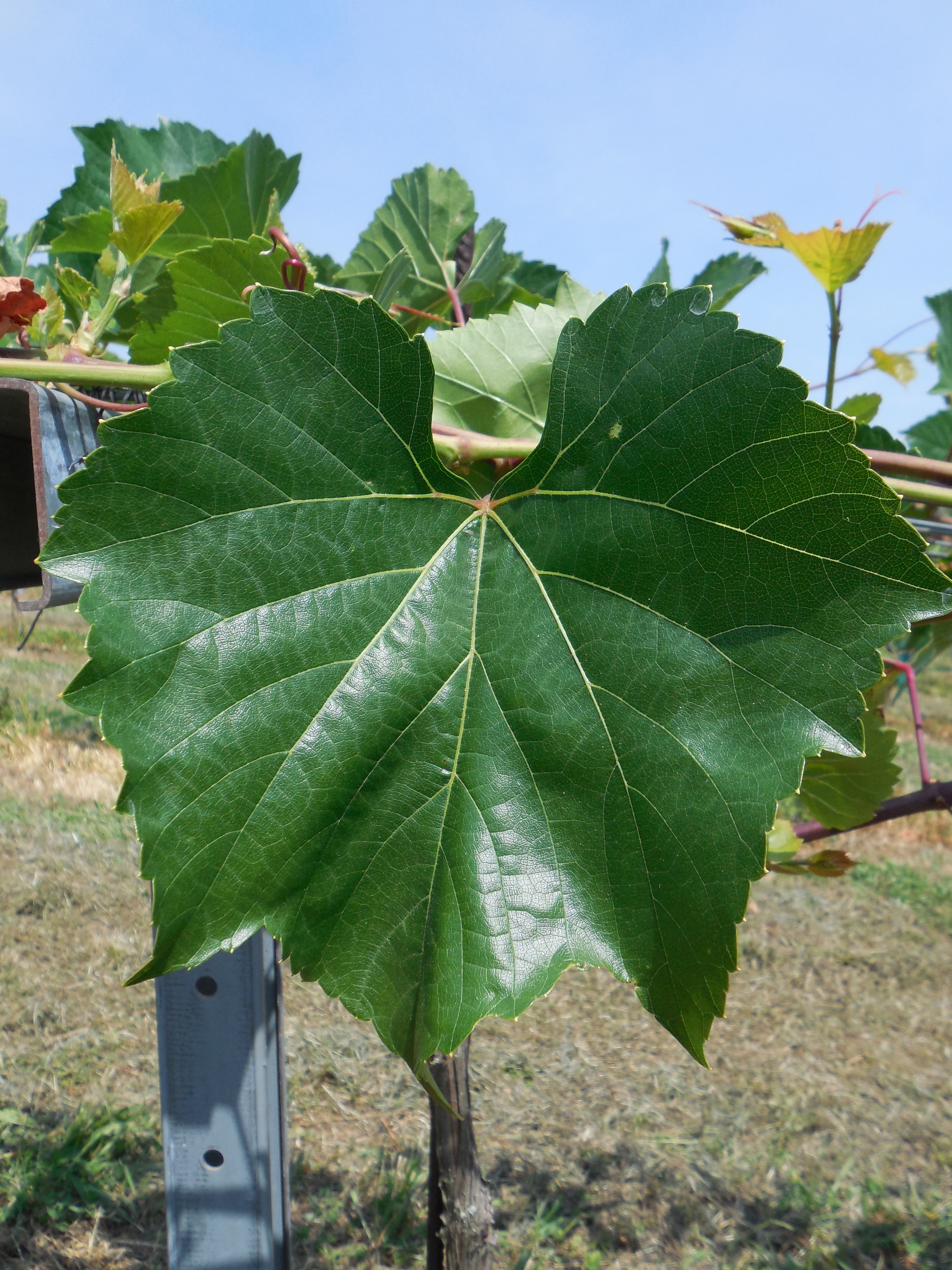
Blatt der Rebenunterlage Ruggeri 140 Züchtungsjahr 1896.

Antonio Ruggeri (* 15. Oktober 1859 in Messina; † 11. Februar 1915 in Spadafora, Provinz Messina in der Region Sizilien) war ein bedeutender italienischer Rebzüchter. Er gilt als ein Wegbereiter des qualitätsorientierten modernen Weinbaus in Italien.

## Leben und Wirken
Antonio Ruggeri wurde am 15. Oktober 1859 als Sohn von Antonio Ruggeri und Carmela Fedele in Messina geboren. Seine Karriere begann Ruggeri im Jahre 1880 als Delegato antifillosserico (Reblauskommissar, amtlich bestellte Person mit Hoheitsrechten), im Jahre 1884 wurde er zum stellvertretenden Leiter befördert. Von 1888 bis 1889 war er Assistent an der Pflege antifillosseriche.
Ruggeri war von 1889 bis 1895 mit der Leitung der „Vivaio governativo di viti americane“ (Staatliche Rebveredlungsstation für Amerikanerreben) von Vittoria in der Provinz Ragusa betraut. Dort begann Ruggeri seine zwanzigjährigen Studien auf dem Gebiet der Hybridzucht, um eine Reihe von Hybriden angepasst an die kalkhaltigen Böden und die Trockenheit von Sizilien als Stressfaktoren und mit Resistenz gegen Schädlinge und zu identifizieren.
Die europäischen Kulturreben (Vitis vinifera), die damals auf eigener Wurzel standen (Direktträger, wurzelechte Rebstöcke), wurden ab Mitte des 19. Jahrhunderts von der aus Amerika eingeschleppten Reblaus befallen. 1879 tauchte die Reblaus erstmals in Italien und zwar in Valmadrera bei Como auf. Bereits ein Jahr später wurde sie in Caltanissetta auf Sizilien entdeckt.
Die meisten heute in Europa verwendeten Unterlagsreben sind Abkömmlinge der drei amerikanischen Wildarten Vitis riparia, Vitis rupestris und Vitis berlandieri, Kreuzungen derselben oder Hybriden amerikanischer Wildarten mit der Vitis vinifera. So begann auch Antonio Ruggeri in seiner Zeit in Vittoria eine Kreuzungsserie aus Vitis berlandieri Résséguier N° 2 x Vitis rupestris
du Lot, Nr. 42, die ihn im Jahre 1896 im Auftrag des Ministero dell’Agricoltura als Direktor der lokalen staatlichen Rebschule nach Milazzo führte. Dort hatte er die Verantwortung für die Pfropfrebenproduktion für die ganze Provinz Messina. Während seines zehnjährigen Aufenthaltes in Milazzo identifizierte er 1896 seine bekannteste Unterlagsrebe, die Ruggeri 140, die heute vor allem im Mittelmeerraum verbreitet ist.
Das gemeinsam mit seinem Kollegen Federico Paulsen von der Staatlichen Rebveredlungsstation für Amerikanerreben in Palermo produzierte Zuchtmaterial umfasste 14 Kreuzungen mit 68 Klonen von besonderem Wert (Gruppe Paulsen und Ruggeri), die alle in die nationale Sortenliste eingeschrieben wurden.